# 源潭镇 (唐河县)
源潭镇是河南省唐河县的一个镇。有“小上海”之美誉。

## 区划
辖41个行政村，1个居民委员会，161个自然村。

## 地理
总面积181.4平方公里，耕地面积150259亩。

## 交通
豫49线、信南高速、312国道和宁西铁路。

## 物产
黄牛、生猪等。
　　

## 名胜
有清代修建的山陕会馆、清代一条街、秦埠口、无事冢庙、祖师庙、铁佛寺等。

## 行政区划
桥头溪乡下辖以下地区：
宋湾村、三皇镇村、后湾村、陈排湾村、丁湾村、常寨村、苍台村、朱李湾村、栗湖赵村、于湾村、郭庄村、赵桥村、五里陈村、郜河村、高彭村、谢家庄村、丁岗村、邵庄村、康庄村和闫庄村。